# Folsom (Nou Mèxic)
Folsom és una població dels Estats Units a l'estat de Nou Mèxic. Segons el cens del 2000 tenia 75 habitants.

## Demografia
Segons el cens del 2000, Folsom tenia 75 habitants, 31 habitatges, i 19 famílies. La densitat de població era de 53,6 habitants per km².
Dels 31 habitatges en un 35,5% hi vivien nens de menys de 18 anys, en un 48,4% hi vivien parelles casades, en un 12,9% dones solteres, i en un 35,5% no eren unitats familiars. En el 35,5% dels habitatges hi vivien persones soles el 12,9% de les quals corresponia a persones de 65 anys o més que vivien soles. El nombre mitjà de persones vivint en cada habitatge era de 2,42 i el nombre mitjà de persones que vivien en cada família era de 3,15.
Per edats la població es repartia de la següent manera: un 29,3% tenia menys de 18 anys, un 4% entre 18 i 24, un 34,7% entre 25 i 44, un 14,7% de 45 a 60 i un 17,3% 65 anys o més.
L'edat mediana era de 40 anys. Per cada 100 dones de 18 o més anys hi havia 82,8 homes.
La renda mediana per habitatge era de 17.083 $ i la renda mediana per família de 25.750 $. Els homes tenien una renda mediana de 23.750 $ mentre que les dones 16.000 $. La renda per capita de la població era de 9.561 $. Aproximadament el 32% de les famílies i el 35,4% de la població estaven per davall del llindar de pobresa.

## Poblacions més properes
El següent diagrama mostra les poblacions més properes.